# Основные расходы
Основные расходы — затраты, непосредственно связанные с производством продукции.

## Определение
Ряд экономистов определяют основные расходы как затраты, осуществляемые непосредственно в процессе производства, связанные с технологическим процессом изготовления продукции.

## Примеры основных расходов
К основным расходам относятся затраты, входящие в состав цеховой себестоимости продукции, без которых само производство продукции состоятся не может:
- затраты на сырьё и материалы;
- заработная плата производственных рабочих.